# Bóka László (irodalomtörténész, 1910–1964)
Bóka László Károly, teljes nevén: Bóka László Károly Gyula Nándor Zoltán (Budapest, 1910. június 19. – Budapest, 1964. november 1.) József Attila-díjas (1960) magyar író, költő, irodalomtörténész, egyetemi tanár, a Magyar Tudományos Akadémia tagja (levelező: 1953). Az ELTE Bölcsészettudományi Kar egykori dékánja.
Szabó Magda a magyar irodalom egyik legtragikusabb figurájának nevezte

## Életpályája
Szülei dr. Bóka Zoltán törvényszéki jegyző és Zombory Rózsa Mária Rozália Erzsébet voltak. Édesapja híres és kiváló jogász volt.
1928-ban érettségizett a józsefvárosi Zrínyi Gimnáziumban. Egyetemi tanulmányait a Pázmány Péter Tudományegyetem magyar–német–francia szakán végezte el. Már 1930-tól több filozófiai, irodalmi lapba dolgozott (Apollo, Athenaeum, Corvina, Diárium, Erő, Magyar Csillag, Nyugat, Magyar Nyelv, Az Ország Útja, Szép Szó, Magyarságtudomány, Magyarok stb.). Tanulmányainak befejezése után az 1932–33-as tanévben a Magyar Királyi Tanárképző Intézet Gyakorló Főgimnáziumában volt tanárjelölt, majd 1945-ig könyvtári tisztviselő az Egyetemi Könyvtárban, később a Műegyetemi Központi Könyvtárban. 1937-ben doktorált. 1938-tóI kezdve több ízben teljesített katonai szolgálatot. 1944-ben a rendőrség elkobozta Jégvilág c. verseskötetét. Kapcsolatba került az ellenállási mozgalommal, hadifogságba esett, ahonnan csak két évvel a felszabadulás után tért haza. 1947 áprilisától 1950 augusztusáig a Vallás- és Közoktatásügyi Minisztérium adminisztratív államtitkára, majd 1950-től az Eötvös Loránd Tudományegyetem oktatója volt. A Bölcsészettudományi Karon a XX. századi magyar irodalomtörténeti tanszék tanszékvezető tanára lett. 1953-ban a Magyar Tudományos Akadémia levelező tagjává választották.

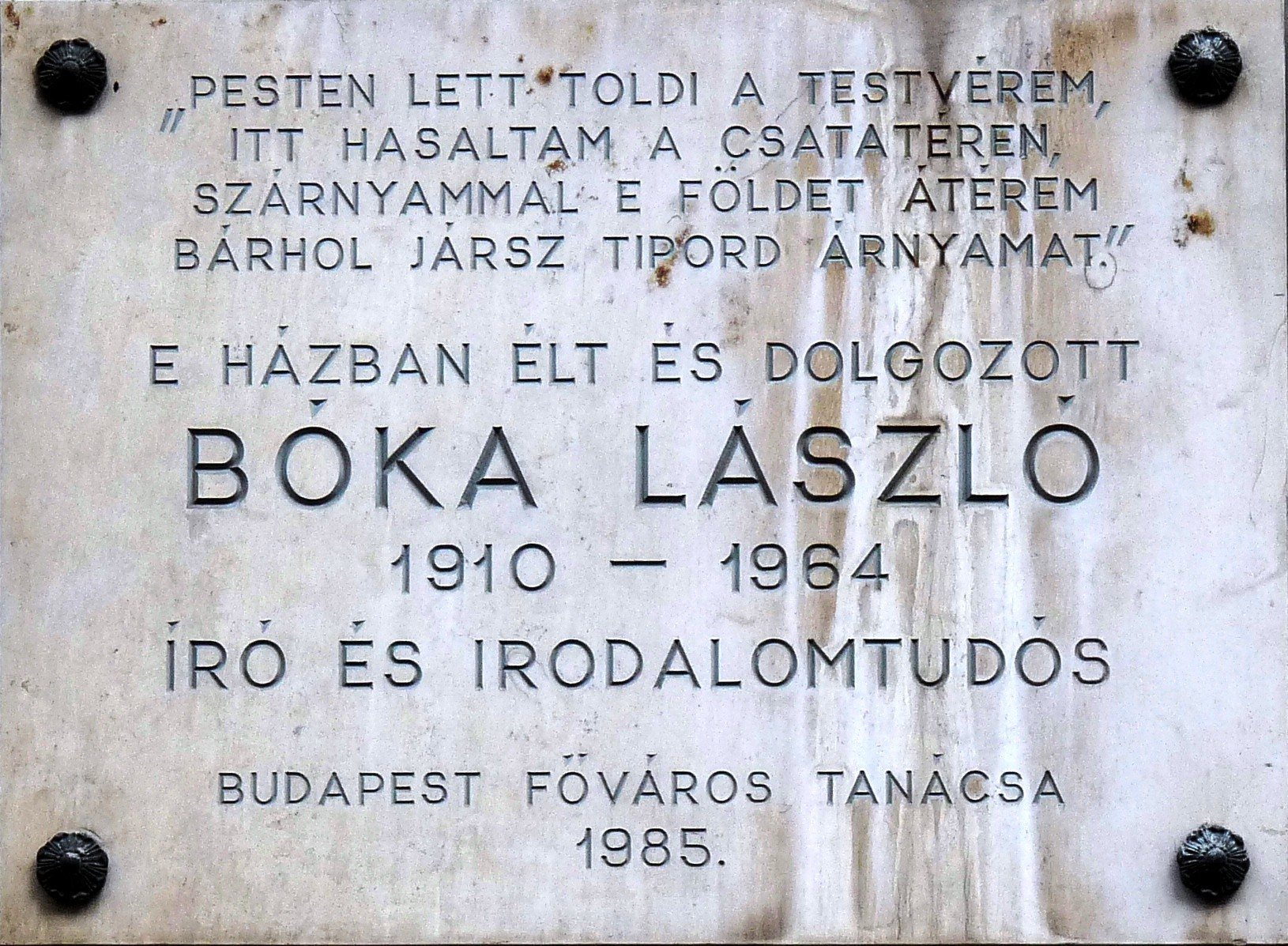
Bóka László emléktáblája Budapest VIII. kerületében

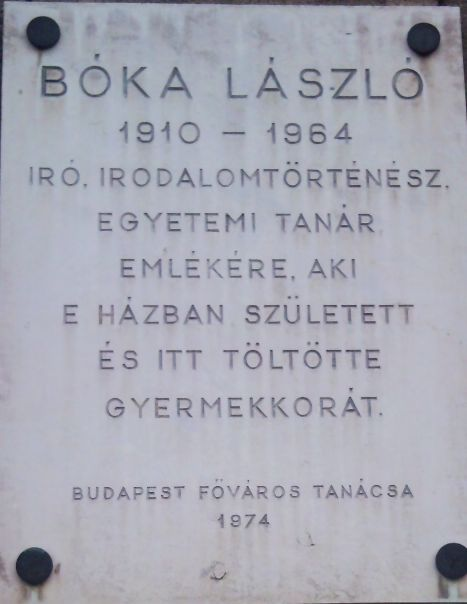
Bóka László emléktáblája Budapest IX. kerületében

1964. november 1-én hunyt el józsefvárosi lakásában szívelégtelenség következtében.

## Munkássága
Indulásakor főként költőként tartották számon, s tehetséges nyelvész, irodalomfilozófus is volt. Tanárát, Gombocz Zoltánt szépirodalmi műveiben többször megörökítette. A Nyugat harmadik nemzedékéhez tartozott. Esszéiben, cikkeiben a jobboldal és később a hitlerizmus ellen foglalt állást.
A Magyar Dolgozók Pártja Kulturális Akadémiáján tartott beszédében élesen támadta Karácsony Sándort és a népi írókat. (1949. február 4.) A beszéd „Népiség” és népnevelés címen, a Magyar Dolgozók Pártja kultúrpolitikai akadémiája 2. füzeteként, 31 oldalon a Szikra Kiadó gondozásában, 1949-ben jelent meg.
Regényeiben a 20. századi magyar történelem elevenedik meg életrajzi ihletésű helyzetekkel és alakokkal. Irodalomtörténeti monográfiái (Vajda János, József Attila, Petőfi Sándor) mellett arcképvázlataival műfajt teremtett: a tudományosan értékelő és az anekdotikusan emlékező portréét. Tankönyveket és jegyzeteket írt, az irodalomtanítás elméletével foglalkozott.

## Művei

### Verseskötetei
- Magyar agapé. Versek; Officina, Budapest, 1940
- Jégvilág. Versek; Antiqua Ny., Budapest, 1944
- Szebb az új. Versek; Révai, Budapest, 1950
- Harag nélkül. Új versek; Szépirodalmi, Budapest, 1964
- Magyar urbanista. Válogatott versek. 1936–1964; vál., szerk. Sik Csaba; Magvető, Budapest, 1969
- Atlantisz. Összegyűjtött versek, 1-2.; Magvető, Budapest, 1974

### Regényei
- Zenekíséret. Regény; Cserépfalvi, Budapest, 1947
- Alázatosan jelentem. Regény; Magvető, Budapest, 1958
- A karoling trón. Regény; Szépirodalmi, Budapest, 1960
- Karfiol Tamás. Regény; Szépirodalmi, Budapest, 1962
- Nandu. Regény, 1-2.; Szépirodalmi, Budapest, 1963
- Őszi napló; Magvető, Budapest, 1965
- Eskü. Regény; Magvető, Budapest, 1976

### Tanulmánykötetei
- Gombocz Zoltán; Radó Ny., Budapest, 1935 (Apollo-füzetek)
- Csáth Géza novellái (1937)
- Vajda János (1941)
- Mire tanít a magyar irodalom?; Népszava, Budapest, 1946 (A Kunfi-Gárda könyvei)
- József Attila. Essay és vallomás; Anonymus, Budapest, 1947
- "Népiesség" és népnevelés (1949)
- A magyar irodalom története 1894-től napjainkig; VKM, Budapest, 1950 (Budapesti Eötvös Loránd Tudományegyetem Bölcsészkarának jegyzetei)
- A szép magyar vers (1952)
- Ady Endre élete és művei 1. Ady Endre pályakezdése. Bevezetés az Ady-kérdésbe; Akadémiai, Budapest, 1955
- Tegnaptól máig. Válogatott tanulmányok, esszék, cikkek; Szépirodalmi, Budapest, 1958
- A magyar irodalom története a két világháború között. 1919–1945; ELTE, Budapest, 1959
- A két háború közötti magyar irodalom. 2. rész; ELTE, Budapest, 1959
- Arcképvázlatok és tanulmányok (1962)
- Könyvek, gondok. Válogatott tanulmányok és jegyzetek; vál., szerk., bibliográfia Bessenyei György, bev. Ortutay Gyula; Gondolat, Budapest, 1966
- József Attila. Esszé és vallomás; Magvető, Budapest, 1975 (Gyorsuló idő)

## Emlékezete
Emléktáblát avattak tiszteletére Budapest VIII. kerületében és Budapest IX. kerületében.